# René Donnio
René Camille Marie Donnio (20 de agosto de 1889 – 2 de enero de 1934 fue un actor cinematográfico de nacionalidad francesa. 
Nacido en Loudéac, Francia, falleció en 1934 en Nantes.

## Filmografía
- 1919 : Dagobert le fils à son père, de Roger Lion
- 1920 : Le Petit Poucet, de Robert Boudrioz
- 1922 : Être ou ne pas être, de René Leprince
- 1922 : L'Âtre, de Robert Boudrioz
- 1924 : L'Enfant des halles, de René Leprince
- 1924 : Le Diable dans la ville, de Germaine Dulac
- 1924 : La Fille bien gardée, de Louis Feuillade
- 1924 : Ce cochon de Morin, de Victor Tourjansky
- 1925 : Le Nègre blanc, de Serge Nadejdine, Nicolas Rimsky y Henry Wulschleger
- 1925 : Le Double Amour,  de Jean Epstein
- 1929 : Cagliostro - Liebe und Leben eines großen Abenteurers, de Richard Oswald
- 1930 : Au Bonheur des Dames, de Julien Duvivier
- 1931 : Les Quatre Vagabonds,  de Lupu Pick
- 1931 : Coquecigrole, de André Berthomieu
- 1932 : La Méthode Crollington,  de André Bay
- 1932 : Le Baptême du petit Oscar, de Jean Dréville
- 1932 : L'Agence O'Kay, de André Chotin
- 1932 : Barranco, de André Berthomieu
- 1932 : Monsieur Albert, de Karl Anton
- 1932 : Les Gaietés de l'escadron, de Maurice Tourneur
- 1932 : Occupe-toi d'Amélie, de Richard Weisbach y Marguerite Viel
- 1933 : Son autre amour, de Alfred Machard y Constant Rémy
- 1933 : Don Quichotte, de Georg Wilhelm Pabst
- 1933 : La Bataille, de Nicolas Farkas y Victor Tourjansky
- 1933 : Un soir de réveillon, de Karl Anton